# Subversion
Subversion (SVN) is een versiebeheersysteem en in 2000 opgezet door CollabNet Inc. Subversion is de opvolger van CVS, een alternatief versiebeheersysteem. Subversion is uitgebracht onder de Apache License, waardoor het opensourcesoftware is.

## Historie
Het subversionproject is gestart in 2000 als een poging om een vrij versiecontrolesysteem te schrijven dat in grote lijnen werkt als CVS. In 2001 was Subversion voldoende ontwikkeld om broncode te beheren. Subversion is inmiddels populairder dan CVS. Later werd Git ontwikkeld. Deze werd populairder dan Subversion.